# Siyabuswa
Siyabuswa – miasto, zamieszkane przez 36 882 ludzi, w Republice Południowej Afryki, w prowincji Mpumalanga.
W czasach apartheidu miasto było stolicą bantustanu KwaNdebele, po czym w 1986 roku przeniesiono stolicę do KwaMhlanga.

## Wzrost populacji
| Rok  | Populacja |
| ---- | --------- |
| 1985 | 19 464    |
| 1991 | 31 193    |
| 1996 | 29 811    |
| 2006 | 26 421    |